# Ryotaro Abe
Ryotaro Abe (Japans: 阿部亮太郎, Abe Ryōtarō) (Tokio, 1962) is een Japans componist en muziekpedagoog.

## Levensloop
Zijn studie deed hij aan de Tokyo National University of Fine Arts and Music. Daar studeerde hij compositie en studeerde in 1989 af als Master of Music. Sinds 1989 is hij professor compositie en muziekanalyse aan de Joetsu University of Education - Department of Music in Joetsu, Niigata.
Als componist won hij in 1986 de Japanese symphony promotion foundation composition prize.

## Composities

### Werken voor orkest
- Texture of Paradox voor orkest

### Werken voor harmonieorkest
- 1981-1982 "Nami Dokei" for Band
- 1983 Sunadokei, voor harmonieorkest
- 1985 A pending sea, voor harmonieorkest
- 1987 Hamekomi Kokyou, voor harmonieorkest
- 1994 Thanatopsis - Tomurai to Shiteno Jyokyo, voor harmonieorkest
- 2001 Five Conchs, voor harmonieorkest
- 2007 Fireworks in 120cm Diameter Shell (Extreme Display of Crazy Japanese Firework), voor harmonieorkest
- 2007 Glas et Choral, voor harmonieorkest
- Shakugyoku Chouheida, voor harmonieorkest
- Three fanfares, voor harmonieorkest

### Kamermuziek
- 1988 A mother's lullaby and father's four annotations voor viool, fluit, klarinet, harp, piano en dubbel slagwerk
- 2001 Five Conchs
- 2002 Reduced Drawings of Respiration voor fluit en klarinet
- 2007 The Restless Waves - Cloudy Sky in Early Spring, voor klarinetensemble
- 2008 Listening to Early Summer Rain - Awkward Writing, voor klarinetensemble
- 2008 From the Roof of Heaven, voor dwarsfluit en piano

### Werken voor piano
- 1993 Texture of Absence I voor piano
- 1993 Kiri no Nai Futatsu no Senritsu voor piano
- 1994 Hikari no Tamago o Migomoru-tame ni voor piano
- Regard sur Regard voor piano

### Werken voor slagwerk/percussie
- 2004 Le Vin de la Fin voor vibrafoon
- 2007 Voix et Vent, voor marimba

### Publicaties
- Ryotaro Abe: À propos de la theorie d'Akira Miyoshi
- Ryotaro Abe: A principle of progression in Japanese contemporary music including "stationary state". Bulletin of Joetsu University of Education.  1993.